# Sayonara (sång)
"Sayonara" är en sång från 1973, skriven av Harpo och Bengt Palmers. Den finns med på Harpos debutalbum Leo the Leopard (1974), men utgavs redan året innan på singel.
"Sayonara" blev en hit och nådde en förstaplats på Tio i topp. Singelns B-sida är "I'm Coming to Get You" och skriven av Harpo. Båda låtarna på singeln producerades och arrangerades av Palmers.
1999 utgavs "Sayonara" som singel på nytt av Harpo, denna gång i en remixad version gjord av Christer Sandelin, Patrik Frisk, Per Adebratt och Tommy Ekman.

## Coverversioner
- 1974 gjorde Eldorados en version av låten på I min lilla värld av blommor.
- 1975 spelade Schytts in en cover på albumet Hålligång 4.
- 1977 tolkades låten av Anders Berglund på albumet OBS! Instrumentalt.[4]
- December 2021 framförde Marie Nilsson Lind en delvis översatt version av låten i den tolfte säsongen av Så mycket bättre.[5]

## Låtlista
1. "Sayonara"
2. "I'm Coming to Get You"

1999 års version
1. "Sayonora (1999 Remix - Radio Edit)" – 3:23
2. "Sayonora (1999 Remix - Extended Version)" – 4:06

## Listplaceringar
| Lista (1974) | Topplacering |
| ------------ | ------------ |
| Sverige      | 1            |